# بیل داد (بازیکن فوتبال)
بیل داد (انگلیسی: Bill Dodd; ۳۰ سپتامبر ۱۹۳۶ – ۱۴ ژانویهٔ ۲۰۱۵) بازیکن فوتبال اهل بریتانیا بود.
از باشگاه‌هایی که در آن بازی کرده‌است می‌توان به باشگاه فوتبال وورکینگتون ای. اف. سی، باشگاه فوتبال ویتلی بای، و باشگاه فوتبال برنلی اشاره کرد.